# Liste der Kirchen der Region Mecklenburg des Erzbistums Hamburg
Die Liste der Kirchen der Region Mecklenburg des Erzbistums Hamburg umfasst Kirchengebäude der Region Mecklenburg des Erzbistums Hamburg. Zum 1. Januar 2017 wurden im Erzbistum Hamburg alle Dekanate aufgelöst. In Mecklenburg wurden dafür acht Pastorale Räume geschaffen. Das ehemalige „Erzbischöfliche Amt Schwerin“ wurde umbenannt in „Region Mecklenburg“.

## Liste

### Liste bestehender Kirchen
| Abbildung | Ort                     | Name                                                       | Landkreis Koord.               | Einweihung | Kirchengemeinde Pastoraler Raum | Besonderheiten |
| --- | ----------------------- | ---------------------------------------------------------- | ------------------------------ | ---------- | ------------------------------- | --- |
| St. Marien/St. Bernhard (Bad Doberan) | Bad Doberan             | St. Marien/St. Bernhard (Bad Doberan)                      | LRO 54,10003° N, 11,91493° O   | 08.05.1976 | Herz Jesu Rostock               | |
| Heilig Kreuz (Boizenburg) | Boizenburg              | Heilig Kreuz (Boizenburg)                                  | LUP 53,37551° N, 10,7447° O    | 03.05.1928 | Heilige Edith Stein Ludwigslust | |
| Bild gesucht Die Wikipedia wünscht sich an dieser Stelle ein Bild vom Ort mit diesen Koordinaten 53.73408 11.71376 . Motiv: St. Bonifatius (Brüel) Falls du dabei helfen möchtest, erklärt die Anleitung , wie das geht. BW                   | Brüel                   | St. Bonifatius (Brüel)                                     | LUP 53,73408° N, 11,71376° O   | 04.03.1961 | Heilige Familie Güstrow         | Die Kirche befindet sich auf dem Hinterhof der Schweriner Str. 29. |
| Maria Rosenkranz (Burg Stargard) | Burg Stargard           | Maria Rosenkranz (Burg Stargard)                           | MSE 53,48855° N, 13,31341° O   | 03.06.1962 | St. Lukas Neubrandenburg        | Wallfahrtskirche |
| St. Antonius von Padua (Bützow) | Bützow                  | St. Antonius von Padua (Bützow)                            | LRO 53,84045° N, 11,99949° O   | 17.10.1992 | Heilige Familie Güstrow         | |
| St. Thomas (Crivitz) | Crivitz                 | St. Thomas (Crivitz)                                       | LUP 53,57956° N, 11,64852° O   | 21.12.1975 | Heilige Birgitta Parchim        | |
| Bild gesucht Die Wikipedia wünscht sich an dieser Stelle ein Bild vom Ort mit diesen Koordinaten 53.90536 12.84228 . Motiv: Kapelle Dargun Falls du dabei helfen möchtest, erklärt die Anleitung , wie das geht. BW                           | Dargun                  | Kapelle Dargun                                             | MSE 53,90536° N, 12,84228° O   | 04.04.1998 | Heilige Familie Güstrow         | |
| St. Michael (Dassow) | Dassow                  | St. Michael (Dassow)                                       | NWM 53,91091° N, 10,97884° O   | 13.12.1953 | St. Laurentius Wismar           | |
| Östlicher Teil eines ehemaligen Pferdestalls, der seit 1949 als römisch-katholische Kapelle „St. Josef“ in Dreilützow genutzt wird. | Dreilützow              | St. Josef (Dreilützow)                                     | LUP 53,5315° N, 11,1139° O     | 09.10.1949 | Heilige Edith Stein Ludwigslust | Östlicher Teil eines ehemaligen Pferdestalls neben dem Gutshaus. |
| Heilig Kreuz (Feldberg) | Feldberg                | Heilig Kreuz (Feldberg)                                    | MSE 53,3324° N, 13,43465° O    | 24.04.1983 | Seliger Niels Stensen Waren     | |
| St. Norbert (Friedland in Mecklenburg) | Friedland (Mecklenburg) | St. Norbert (Friedland/Meckl.)                             | MSE 53,67166° N, 13,54399° O   | 05.04.1914 | St. Lukas Neubrandenburg        | |
| Bild gesucht Die Wikipedia wünscht sich an dieser Stelle ein Bild vom Ort mit diesen Koordinaten 53.97065 12.70808 . Motiv: Kirche St. Ansgar (Gnoien) Falls du dabei helfen möchtest, erklärt die Anleitung , wie das geht. BW               | Gnoien                  | St. Ansgar (Gnoien)                                        | LRO 53,97065° N, 12,70808° O   | 1967       | Herz Jesu Rostock               | |
| Heilige Familie (Goldberg) | Goldberg                | Heilige Familie (Goldberg)                                 | LUP 53,58853° N, 12,08906° O   | 20.09.1925 | Heilige Birgitta Parchim        | Das Gebäude wurde vor 1845 als Synagoge erbaut. Seit 1925 wird es als katholische Kirche genutzt.                                                                                    |
| St. Ursula (Graal-Müritz) | Graal-Müritz            | St. Ursula                                                 | LRO 54,256° N, 12,2512° O      | 29.04.1995 | Herz Jesu Rostock               | Vorgängerbau wurde im Jahr 1922 errichtet. |
| Seliger Niels Stensen (Grevesmühlen) | Grevesmühlen            | Seliger Niels Stensen                                      | NWM 53,86125° N, 11,17855° O   | 27.04.1991 | St. Laurentius Wismar           | |
| St. Elisabeth (Hagenow) | Hagenow                 | St. Elisabeth (Hagenow)                                    | LUP 53,42807° N, 11,19759° O   | 24.08.1996 | Heilige Edith Stein Ludwigslust | |
| Mariä Himmelfahrt (Güstrow) | Güstrow                 | Mariä Himmelfahrt (Güstrow)                                | LRO 53,79822° N, 12,16687° O   | 25.08.1929 | Heilige Familie Güstrow         | |
| St. Mariä Himmelfahrt (Klütz) | Klütz                   | Mariä Himmelfahrt                                          | NWM 53,96361° N, 11,17576° O   | 01.05.1932 | St. Laurentius Wismar           | |
| | Krakow am See           | Allerheiligen (Krakow am See)                              | LRO 53,65965° N, 12,26769° O   | 03.05.1987 | Heilige Familie Güstrow         | |
| St. Josef (Kröpelin) | Kröpelin                | St. Josef (Kröpelin)                                       | LRO 54,07236° N, 11,79708° O   | 04.08.1963 | Herz Jesu Rostock               | |
| Heilige Dreifaltigkeit (Kühlungsborn) | Kühlungsborn            | Heilige Dreifaltigkeit                                     | LRO 54,15257° N, 11,76171° O   | 23.07.2000 | Herz Jesu Rostock               | |
| Bild gesucht Die Wikipedia wünscht sich an dieser Stelle ein Bild vom Ort mit diesen Koordinaten 53.92326 12.34435 . Motiv: Kirche Mariä Himmelfahrt (Laage) Falls du dabei helfen möchtest, erklärt die Anleitung , wie das geht. BW         | Laage                   | Mariä Himmelfahrt (Laage)                                  | LRO 53,92326° N, 12,34435° O   | 17.06.1951 | Heilige Familie Güstrow         | |
| Unbefleckte Empfängnis Mariens (Levitzow) | Levitzow                | Unbefleckte Empfängnis Mariens (Levitzow)                  | LRO 53,84807° N, 12,59274° O   | 12.09.1955 | Heilige Familie Güstrow         | |
| St. Helena und St. Andreas (Ludwigslust) | Ludwigslust             | St. Helena und Andreas                                     | LUP 53,32489° N, 11,48462° O   | 30.11.1809 | Heilige Edith Stein Ludwigslust | |
| Marienkapelle (Ludwigslust) | Ludwigslust             | Marienkapelle (Ludwigslust)                                | LUP 53,32406° N, 11,49129° O   |            | Heilige Edith Stein Ludwigslust | Marienkapelle befindet sich auf dem Hof der katholischen Pfarrei Ludwigslust, Schloßstraße 11.                                                                                       |
| Herz Jesu (Lübtheen) | Lübtheen                | Herz Jesu (Lübtheen)                                       | LUP 53,29918° N, 11,09002° O   | 29.09.1957 | Heilige Edith Stein Ludwigslust | |
| Herz Jesu (Lübz) | Lübz                    | Herz Jesu (Lübz)                                           | LUP 53,45724° N, 12,03034° O   | 26.11.1922 | Heilige Birgitta Parchim        | |
| Maria Hilfe der Christen (Malchin) | Malchin                 | Maria Hilfe der Christen (Malchin)                         | MSE 53,735° N, 12,76012° O     | 24.05.1986 | St. Lukas Neubrandenburg        | |
| Heilige Familie (Malchow) | Malchow                 | Heilige Familie (Malchow)                                  | MSE 53,47878° N, 12,42467° O   | 22.11.1992 | Seliger Niels Stensen Waren     | Die seit 1925 bestehende Kapelle wurde 1996 zum Gemeindehaus umgebaut. |
| Bild gesucht Die Wikipedia wünscht sich an dieser Stelle ein Bild vom Ort mit diesen Koordinaten 54.14923 12.5685 . Motiv: Kirche St. Paulus (Marlow) Falls du dabei helfen möchtest, erklärt die Anleitung , wie das geht. BW                | Marlow                  | St. Paulus (Marlow)                                        | VR 54,14923° N, 12,5685° O     | 31.07.1932 | Herz Jesu Rostock               | |
| Heilige Familie (Matgendorf) | Matgendorf              | Heilige Familie (Matgendorf)                               | LRO 53,86321° N, 12,50223° O   | 11.10.1952 | Heilige Familie Güstrow         | |
| St. Johannes der Täufer (Mirow) | Mirow                   | St. Johannes der Täufer (Mirow)                            | MSE 53,275° N, 12,81701° O     | 26.10.1969 | Seliger Niels Stensen Waren     | |
| St. Josef/St. Lukas (Neubrandenburg) | Neubrandenburg          | St. Josef/St. Lukas                                        | MSE 53,55429° N, 13,27505° O   | 18.10.1980 | St. Lukas Neubrandenburg        | |
| Kapelle Alten- und Pflegeheim (Neubrandenburg) | Neubrandenburg          | Hauskapelle Altenheim Sr. Elisabeth Rivet (Neubrandenburg) | MSE 53,553958° N, 13,275011° O | 1991       | St. Lukas Neubrandenburg        | |
| Mariä Geburt (Neubukow) | Neubukow                | Mariä Geburt (Neubukow)                                    | LRO 54,03568° N, 11,67062° O   | 06.09.1953 | Herz Jesu Rostock               | |
| Maria Königin (Neukalen) | Neukalen                | Maria Königin (Neukalen)                                   | LRO 53,81733° N, 12,78833° O   | 30.04.1994 | Heilige Familie Güstrow         | |
| Mariä Himmelfahrt (Neukloster) | Neukloster              | Mariä Himmelfahrt (Neukloster)                             | NWM 53,86353° N, 11,68147° O   | 09.12.1966 | St. Laurentius Wismar           | |
| St. Ansverus (Neustadt-Glewe) | Neustadt-Glewe          | St. Ansverus (Neustadt-Glewe)                              | LUP 53,38219° N, 11,5817° O    | 12.07.1969 | Heilige Edith Stein Ludwigslust | |
| Maria – Hilfe der Christen (Neustrelitz) | Neustrelitz             | Maria, Hilfe der Christen (Neustrelitz)                    | MSE 53,35798° N, 13,06974° O   | 02.06.1875 | Seliger Niels Stensen Waren     | Erster katholischer Kirchenneubau in Mecklenburg-Strelitz nach der Reformation. |
| Bild gesucht Die Wikipedia wünscht sich an dieser Stelle ein Bild vom hier behandelten Ort. Weitere Infos zum Motiv findest du vielleicht auf der Diskussionsseite . Falls du dabei helfen möchtest, erklärt die Anleitung , wie das geht. BW | Parchim                 | Edith-Stein-Kapelle (Parchim)                              | LUP 53,42041° N, 11,85549° O   | 1996       | Heilige Birgitta Parchim        | Kapelle befindet sich im Exerzitien- und Bildungshaus. |
| Bild gesucht Die Wikipedia wünscht sich an dieser Stelle ein Bild vom hier behandelten Ort. Weitere Infos zum Motiv findest du vielleicht auf der Diskussionsseite . Falls du dabei helfen möchtest, erklärt die Anleitung , wie das geht. BW | Parchim                 | St. Nikolaus-Kapelle (Parchim)                             | LUP 53,42077° N, 11,85492° O   | 1994       | Heilige Birgitta Parchim        | Kapelle befindet sich im katholischen Alten- und Pflegeheim „St. Nikolaus“. |
| St. Josef (Parchim) | Parchim                 | St. Josef (Parchim)                                        | LUP 53,42267° N, 11,84661° O   | 28.09.1913 | Heilige Birgitta Parchim        | |
| Heilig Geist (Penzlin) | Penzlin                 | Heilig Geist (Penzlin)                                     | MSE 53,50203° N, 13,08909° O   | 25.05.1969 | St. Lukas Neubrandenburg        | |
| Römisch-Katholische Kapelle in Plau am See | Plau am See             | St. Paulus (Plau am See)                                   | LUP 53,45789° N, 12,26333° O   | 07.10.2007 | Heilige Birgitta Parchim        | Kapelle und Gemeindezentrum befinden sich seit 2007 in einem Fachwerkhaus am Markt. Die Kirche St. Paulus war vorher von 1921 bis 2002 in der ehemaligen Synagoge (Strandstraße 10). |
| Kapelle zum guten Hirten (Prillwitz) | Prillwitz               | Kapelle zum guten Hirten (Prillwitz)                       | MSE 53,45291° N, 13,13546° O   | 15.05.2011 | Seliger Niels Stensen Waren     | Die Kapelle ist eine private Stiftung des Besitzers des Jagdschlosses Prillwitz. Sie wurde 2011 nach Entwürfen der Berliner Architekten Krieger + Mielke errichtet.                  |
| Bild gesucht Die Wikipedia wünscht sich an dieser Stelle ein Bild vom Ort mit diesen Koordinaten 53.75987 12.433 . Motiv: Kirche St. Michael (Raden) Falls du dabei helfen möchtest, erklärt die Anleitung , wie das geht. BW                 | Raden                   | St. Michael (Raden)                                        | LRO 53,75987° N, 12,433° O     | 08.12.1950 | Heilige Familie Güstrow         | |
| St. Marien (Rehna) | Rehna                   | St. Marien (Rehna)                                         | NWM 53,78091° N, 11,04646° O   | 15.03.1969 | St. Anna Schwerin               | |
| Maria Hilfe der Christen (Ribnitz-Damgarten) | Ribnitz-Damgarten       | Maria Hilfe der Christen (Ribnitz-Damgarten)               | LRO 54,24216° N, 12,42155° O   | 10.02.1985 | Herz Jesu Rostock               | |
| Römisch-katholische Kirche "Maria Königin des Friedens" in Röbel | Röbel                   | Maria Königin des Friedens (Röbel)                         | MSE 53,37303° N, 12,60217° O   | 17.06.1995 | Seliger Niels Stensen Waren     | |
| Johannes Evangelist (Röckwitz) | Röckwitz                | Johannes Evangelist (Röckwitz)                             | MSE 53,7073° N, 13,09799° O    | 21.02.1971 | St. Lukas Neubrandenburg        | |
| Christuskirche (Rostock) | Rostock                 | Christuskirche                                             | HRO 54,08214° N, 12,12228° O   | 12.06.1971 | Herz Jesu Rostock               | |
| St. Josef (Rostock) | Rostock-Reutershagen    | St. Josef (Rostock)                                        | HRO 54,09268° N, 12,08055° O   | 28.08.1963 | Herz Jesu Rostock               | |
| St. Thomas Morus (Rostock) | Rostock-Evershagen      | St. Thomas Morus (Rostock)                                 | HRO 54,12507° N, 12,05292° O   | 02.02.1985 | Herz Jesu Rostock               | |
| Römisch-katholische Kirche "Maria Meeresstern" in Rostock-Warnemünde, Fassade | Rostock-Warnemünde      | Maria Meeresstern (Rostock-Warnemünde)                     | HRO 54,17824° N, 12,07814° O   | 29.05.1938 | Herz Jesu Rostock               | |
| St. Josef (Schwaan) | Schwaan                 | St. Josef                                                  | LRO 53,93735° N, 12,10647° O   | 22.12.1952 | Heilige Familie Güstrow         | Entstanden aus einem ehemaligen Spritzenhaus der Feuerwehr; beheimatet einen prunkvollen Marienaltar                                                                                 |
| Propsteikirche St. Anna (Schwerin) | Schwerin                | St. Anna (Schwerin)                                        | SN 53,62761° N, 11,41367° O    | 24.03.1795 | St. Anna Schwerin               | Erster katholischer Kirchenneubau in Mecklenburg-Schwerin nach der Reformation. |
| Kirche St. Andreas (Schwerin) | Schwerin-Großer Dreesch | St. Andreas (Schwerin)                                     | SN 53,58873° N, 11,46499° O    | 30.11.1983 | St. Anna Schwerin               | |
| St. Martin (Schwerin) | Schwerin-Lankow         | St. Martin (Lankow)                                        | SN 53,64447° N, 11,37566° O    | 11.06.1978 | St. Anna Schwerin               | Kirche konnte auch als Multifunktionsraum des Bischöflichen Amtes Schwerin genutzt werden.                                                                                           |
| Bild gesucht Die Wikipedia wünscht sich an dieser Stelle ein Bild vom Ort mit diesen Koordinaten 53.85881 12.56663 . Motiv: Kirche St. Kilian (Schwetzin) Falls du dabei helfen möchtest, erklärt die Anleitung , wie das geht. BW            | Schwetzin               | St. Kilian (Schwetzin)                                     | LRO 53,85881° N, 12,56663° O   | 23.07.1930 | Heilige Familie Güstrow         | Hälfte eines Stallgebäudes |
| St. Paulus (Stavenhagen) | Stavenhagen             | St. Paulus (Stavenhagen)                                   | MSE 53,70018° N, 12,90566° O   | 29.06.2004 | St. Lukas Neubrandenburg        | |
| | Sternberg               | St. Pius X. (Sternberg)                                    | LUP 53,70813° N, 11,82843° O   | 28.03.1956 | Heilige Familie Güstrow         | |
| | Tessin                  | St. Bernhard (Tessin)                                      | LRO 54,02725° N, 12,46467° O   | 13.08.1933 | Herz Jesu Rostock               | |
| St. Petrus (Teterow) | Teterow                 | St. Petrus (Teterow)                                       | LRO 53,76908° N, 12,57675° O   | 30.06.2000 | Heilige Familie Güstrow         | |
| Heilig Kreuz (Waren) | Waren (Müritz)          | Heilig Kreuz                                               | MSE 53,51561° N, 12,67695° O   | 15.09.1929 | Seliger Niels Stensen Waren     | |
| Bild gesucht Die Wikipedia wünscht sich an dieser Stelle ein Bild vom Ort mit diesen Koordinaten 53.80219 11.7069 . Motiv: Kirche St. Josef (Warin) Falls du dabei helfen möchtest, erklärt die Anleitung , wie das geht. BW                  | Warin                   | St. Josef (Warin)                                          | NWM 53,80219° N, 11,7069° O    | 10.12.1994 | St. Laurentius Wismar           | Vorgängerbau aus dem Jahr 1962 |
| St. Laurentius (Wismar) | Wismar                  | St. Laurentius                                             | HWI 53,8881° N, 11,47045° O    | 12.10.1902 | St. Laurentius Wismar           | |
| Christus König (Wittenburg) | Wittenburg              | Christus König (Wittenburg)                                | LUP 53,5136° N, 11,08112° O    | 25.10.1932 | Heilige Edith Stein Ludwigslust | |
| römisch-katholische Kapelle „Maria Mutter des Herrn“ in Woldegk | Woldegk                 | Maria Mutter des Herrn (Woldegk)                           | MSE 53,46045° N, 13,58461° O   | 04.02.2001 | St. Lukas Neubrandenburg        | |
| Herz Jesu (Zarrentin) | Zarrentin am Schaalsee  | Herz Jesu (Zarrentin am Schaalsee)                         | LUP 53,54767° N, 10,91203° O   | 03.05.1951 | Heilige Edith Stein Ludwigslust | |
| St. Josef (Zühr) | Zühr                    | St. Josef (Zühr)                                           | LUP 53,437° N, 11,02859° O     | 1996       | Heilige Edith Stein Ludwigslust | Die am 11. Mai 1940 geweihte Vorgängerkapelle befand sich im Herrenhaus Zühr. 1996 wurde die Kapelle in einem Nebengebäude errichtet.                                                |

### Liste ehemaliger Kirchen und Kapellen in der Region Mecklenburg
| Profanierung | Abbildung | Ort                                    | Kirche                                                     | Landkreis Koordinaten          | Einweihung | Nutzungsdauer in Jahren | Bemerkungen / aktuelle Nutzung |
| ------------ | --- | -------------------------------------- | ---------------------------------------------------------- | ------------------------------ | ---------- | ----------------------- | --- |
| 1971         | Christuskirche (Rostock) | Rostock                                | Christuskirche (Rostock)                                   | HRO 54,08722° N, 12,126944° O  | 24.10.1909 | 62                      | Christuskirche, Pfarrhaus, das Wohn- und Bürohaus und der Gemeindesaal wurde aus politischen Gründen gesprengt. Bis 2012 blieb der Ort unbebaut. Seit 2012 steht ein Hotel an der Stelle. In unmittelbarer Umgebung erinnert ein Mahnmal an die Zerstörung von 1971. Ersatzbau wurde 1971 an abgelegener Stelle errichtet. |
| 1980         | St. Joseph (Neubrandenburg) | Neubrandenburg                         | Kirche St. Joseph                                          | MSE 53,55852° N, 13,26928° O   | 1907       | 73                      | Veranstaltungszentrum und Kino. Katholische Gemeinde nutzt seit 1980 die neue Kirche St. Josef/St. Lukas). |
| um 1990      | | Neubrandenburg                         | Marienkapelle im kath. Kinderheim                          | MSE 53,56009° N, 13,25668° O   | 21.11.1930 | 60                      | Kinderheim wurde aufgegeben. Gebäude ist abgerissen. Das Gelände ist seit Jahren unbebaut. |
| um 1995      | | Brahlstorf                             | Kapelle Apostel Jakobus (Brahlstorf)                       | LUP 53,36149° N, 10,9568° O    | 01.11.1969 | 28                      | |
| um 1995      | Kapelle Maria Mutter des Herrn (Gielow) | Gielow                                 | Kapelle Maria Mutter des Herrn                             | MSE 53,69724° N, 12,73809° O   | 1955       | etwa 40                 | Die ehemalige Kapelle wird als privates Wohnhaus genutzt. |
| 1996         | | Schönberg (Mecklenburg)                | Kirche Hl. Maria Goretti                                   | NWM 53,84692° N, 10,93514° O   | 20.12.1953 | 43                      | |
| um 1998      | | Rostock-Klein Lichtenhagen             | Kapelle St. Birgitta                                       | HRO 54,15631° N, 12,05206° O   | 12.03.1978 | etwa 20                 | Ursprünglich ein Stallgebäude einer Büdnerei. Heute als Wohngebäude genutzt. |
| 1997         | ehemalige Kapelle Heilige Familie im Gutshaus Gresse | Gresse                                 | Kapelle “Heilige Familie”                                  | LUP 53,427996° N, 10,743458° O | 06.05.1948 | 49                      | Gutshaus Gresse und die darin befindliche Kapelle verfallen derzeit. Die Kapelle war Teil des katholischen Altenheims, das 2007 von Gresse nach Wittenburg umzog. |
| um 2000      | | Tessin (bei Wittenburg)                | Unbefleckte Empfängnis Mariens                             | LUP 53,5593° N, 11,02836° O    | 17.04.1947 | etwa 53                 | Teil der Fachklinik für Abhängigkeitserkrankungen. |
| 2001         | | Damgarten                              | St. Christophorus                                          | LRO 54,25299° N, 12,47201° O   | 18.10.1951 | 49                      | Nutzung als Bibliothek Damgarten, einer Zweigstelle der Stadtbibliothek Ribnitz-Damgarten |
| 2002         | | Bernitt                                | Kapelle “St. Antonius”                                     | LRO 53,90459° N, 11,88915° O   | 1953       | 49                      | Heute in Privatbesitz. Wird als Töpferwerkstatt genutzt. |
| 2002         | ehemalige Synagoge und kath. Kirche | Plau am See                            | Kirche „St. Paulus“                                        | LUP 53,45725° N, 12,26383° O   | 1921       | 81                      | Gebäude war vor dem Kauf 1921 eine jüdische Synagoge. Seit 2007 befinden sich die katholische Kapelle und das Gemeindezentrum in einem Fachwerkhaus am Markt. |
| 2005         | Zum heiligen Herzen Mariens (Kraak) | Kraak (Ortsteil von Rastow)            | Heiliges Herz Mariens                                      | LUP 53,4478° N, 11,3875° O     | 24.07.1955 | 50                      | Wird heute als Wohnhaus genutzt. |
| 2006         | Kapelle Heiligstes Herz Jesu und Heiliges Herzen Mariä (Gresenhorst) | Gresenhorst (5 km westlich von Marlow) | Kapelle “Heiligstes Herz Jesu und Heiliges Herzen Mariä”   | LRO 54,15143° N, 12,4176° O    | 08.12.1954 | 52                      | Hälfte des Gebäudes enthielt einen Unterrichtsraum und eine Wohnung für die Gemeindereferentin. Profaniert mit Dekret vom 4. Oktober 2006 mit sofortiger Wirkung |
| 2007         | | Schweez                                | Kapelle St. Bonifatius                                     | LRO 53,89138° N, 12,40175° O   | 05.06.1951 | 56                      | Ursprünglich stand die einfache Holzbaracke in der Nähe von Waren/Müritz und diente als Kriegsunterkunft. Umbau in Wohnhaus. |
| 2010         | | Alt Meteln                             | Mariä Himmelfahrt                                          | NWM 53,74569° N, 11,338683° O  | 09.10.1952 | 58                      | Profaniert mit Dekret vom 16. September 2010 |
| 2018         | Maria Meeresstern (Rerik) | Rerik                                  | Maria Meeresstern (Rerik)                                  | LRO 54,108° N, 11,61434° O     | 1947       | 71                      | Kapelle ist weiterhin Teil der Pension Meeresstern. Der Pachtvertrag läuft noch bis 2022. |
| 2023         | Herz-Jesu-Kapelle (Heiligendamm) | Heiligendamm                           | Herz-Jesu-Kapelle                                          | LRO 54,14129° N, 11,8472° O    | 13.08.1888 | 135 (etwa 107)          | Kapelle wurde seit etwa 1995 nicht mehr genutzt. Formal am 23. Oktober 2023 profaniert. |
| 2024         | St. Johannes der Täufer (Wesenberg) | Wesenberg                              | St. Johannis der Täufer (Wesenberg)                        | MSE 53,2855° N, 12,96305° O    | 10.06.1967 | 57 (48)                 | seit 2015 ungenutzt, zum 1. Mai 2024 profaniert |
| 2024         | Maria Magdalena (Grabow(Elde)) | Grabow (Elde)                          | Hl. Maria Magdalena (Grabow)                               | LUP 53,27568° N, 11,5632° O    | 28.10.1959 | 65                      | profaniert mit Dekret vom 17. September 2024 mit Wirkung vom 28. September 2024 |
| 2024         | Mariä Geburt (Pogreß) | Pogreß                                 | Mariä Geburt (Pogreß)                                      | LUP 53,55395° N, 11,14604° O   | 22.08.1950 | 74                      | profaniert mit Dekret vom 17. September 2024 mit Wirkung vom 28. September 2024 |
| 2024         | St. Ansgar (Gadebusch) | Gadebusch                              | St. Ansgar (Gadebusch)                                     | NWM 53,70608° N, 11,11874° O   | 22.11.1970 | 54                      | profaniert mit Dekret vom 16. September 2024 mit Wirkung vom 30. November 2024 |
| 2024         | Bild gesucht Die Wikipedia wünscht sich an dieser Stelle ein Bild vom Ort mit diesen Koordinaten 54.03707 12.29577 . Motiv: Marienkapelle (Petschow) Falls du dabei helfen möchtest, erklärt die Anleitung , wie das geht. BW | Petschow (Ortsteil von Dummerstorf)    | Kapelle Maria Immaculata im ehemaligen Herrenhaus Petschow | LRO 54,03707° N, 12,29577° O   | 06.09.1929 | 95                      | profaniert mit Dekret vom 21. November 2024 mit Wirkung vom 27. Dezember 2024, letzter Gottesdienst am 26. Dezember 2024. |
| 2025         | Maria Rosenkranz (Dömitz) | Dömitz                                 | Maria Rosenkranz (Dömitz)                                  | LUP 53,14° N, 11,24711° O      | 03.09.2000 | 24                      | profaniert mit Dekret vom 10. Juni 2025 mit Wirkung vom 1. Juli 2025, letzter Gottesdienst am 22. Juni 2025 |